# Achtstegraadsvergelijking

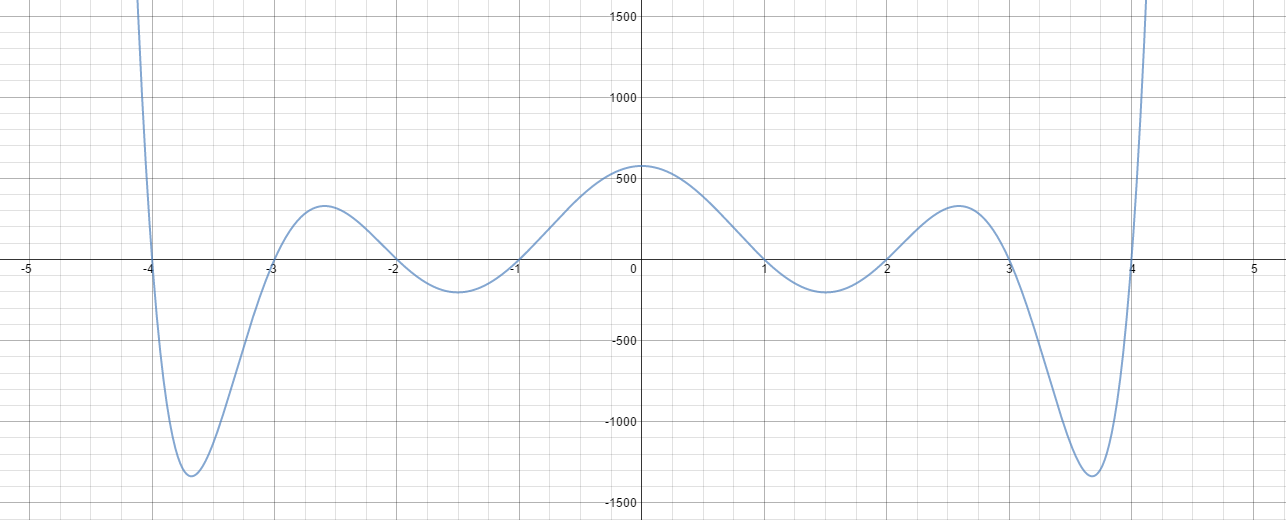
Figuur van een polynoom van de achtste graad met 8 nulpunten

Een achtstegraadsvergelijking is in de wiskunde een vergelijking waarin een polynoom van de graad acht gelijkgesteld wordt aan nul:
{\displaystyle ax^{8}+bx^{7}+cx^{6}+dx^{5}+ex^{4}+fx^{3}+gx^{2}+hx+k=0.}
Daarin is {\displaystyle a\neq 0}. De getallen {\displaystyle a,b,c,d,e,f,g,h,k} heten de coëfficiënten van de polynoom. Zij zijn elementen van een lichaam (veld in het Vlaams). Het kunnen gehele, rationale, reële of complexe getallen zijn.